# Bromus valdivianus
Bromus valdivianus es una especie de gramínea nativa de Sudamérica (Forde y Edgard, 1995) que crece en forma natural en las praderas permanentes del sur de Chile, siendo un componente dominante en condiciones de media y alta fertilidad de suelo (López et al., 1997), donde puede representar una importante contribución a la producción de forraje en estos ambientes.